# Biografielijst Vv

## Vve
- Aleksandr Vvedenski (1889-1947), Russisch geestelijke
- Aleksandr Vvedenski (1904-1941), Russisch schrijver en dichter